# Rike Frainer
Richard Moisés Frainer (Indaial, 9 de janeiro de 1978), mais conhecido como Rike Frainer é músico, multi-instrumentista, baterista brasileiro. Ele é reconhecido por sua habilidade técnica, versatilidade e pelos seus toques de originalidade.
Também é arquiteto e urbanista atuando no Rio de Janeiro.

## Biografia
Ainda criança, era perceptível que havia herdado do pai baterista a veia musical e aos 10 anos começou a tocar bateria.
Suas primeiras aulas foram em São Paulo, tendo o baterista Duda Neves como professor. Aos 21 anos ganhou sua primeira bolsa na Berklee College of Music, quando ainda concluia o curso de Arquitetura e Urbanismo, pela Furb. Participou do Concurso Batuka! Brasil em 1999, realizado pela baterista Vera Figueiredo, ficando entre os dez melhores bateristas do Brasil.
Em 2000 residiu em Boston, aonde estudou com Mike Mangini, atual baterista do Dream Theater . De volta ao Brasil foi premiado no Festival FUCCA (Festival Universitário da Canção e Arte) de 2005, com a música Brasileiro de Edson Marinelli. No mesmo ano acompanhou numa tour pelo Brasil o grupo catarinense Vox 3. Em 2006 em busca de um novo cenário musical, trocou Santa Catarina pela cidade do Rio de janeiro. No Rio participou do Festival Odery & Modern Drummer e foi classificado entre os 10 melhores bateristas. Tem dois DVDs registrados com a cantora Marina Elali , "Longe ou Perto" e "Duetos", além de DVD "Infernynho" com Marilia Bessy e Ney Matogrosso, indicado ao Grammy Latino 2014. Atualmente é o baterista do "tremendão"  Erasmo Carlos.

## Discografia
1998
- Odd Search

2005
- Xeque Mate
- Curumim Instrumental
- Leticia Zale " Realidade"

2006
- Mazinho da Silva " Balaio de gato"
- Milke  "Álbum Branco"[8]

2007
- Mirábilis " Mil Palavras"

2008
- Isoldina " Cardápio Abstrato"

2009
- João Ferraz  "Mineiro Bão[9]

- Liah " Livre"[10]
- Marina Elali  "De Corpo e Alma Outra Vez"
- Marina Elali  DVD " Longe ou Perto"
- Nina Torres " De Corpo Entregue"
- Rudi Berger "In Search of Harmony"[11]

2010
- Roberto Guimarães  "Saudade de Mim" -  Single "Com Você" com Toninho Horta e Kiko Mitre[12]
- Detrax - Vários Artistas: Beatles ‘67 Vol. 2, ’70 Vol. 1 e 2 “All you need is love”[13]
- Mazzeron "Os Tolos Não Entendem"

2011
- Milke “Ressonante"
- Gravação Estúdio Casa do Mato - Dan
- Deny Bonfante "The Midnight Star"[14]

2012
- DVD “Infernynho” Marília Bessy e Ney Matogrosso
- Single “Infernynho” de Marília Bessy e Eduardo Dusek
- DVD Marina Elali "Duetos" - homenagem ao centenário de Luiz Gonzaga e Zé Dantas com participação de vários artistas (Gilberto Gil, Ivete Sangalo, Elba Ramalho, Chorão, Waldonys e etc)[15]

2014
- Deny Bonfante "Spirit of Light"[16]

- TOUR GIGANTE GENTIL com Erasmo Carlos[17]